# Обиух, Иван Данилович
Иван Данилович Обиух (укр. Іван Данилович Обіух; 17 января 1920, с. Светильня, Киевская губерния, Украинская ССР — 23 января 1980, Киев, УССР, СССР) — понтонёр-моторист катера 7-го отдельного моторизированного понтонно-мостового батальона 7-я гвардейской армии Степного фронта, красноармеец.

## Биография

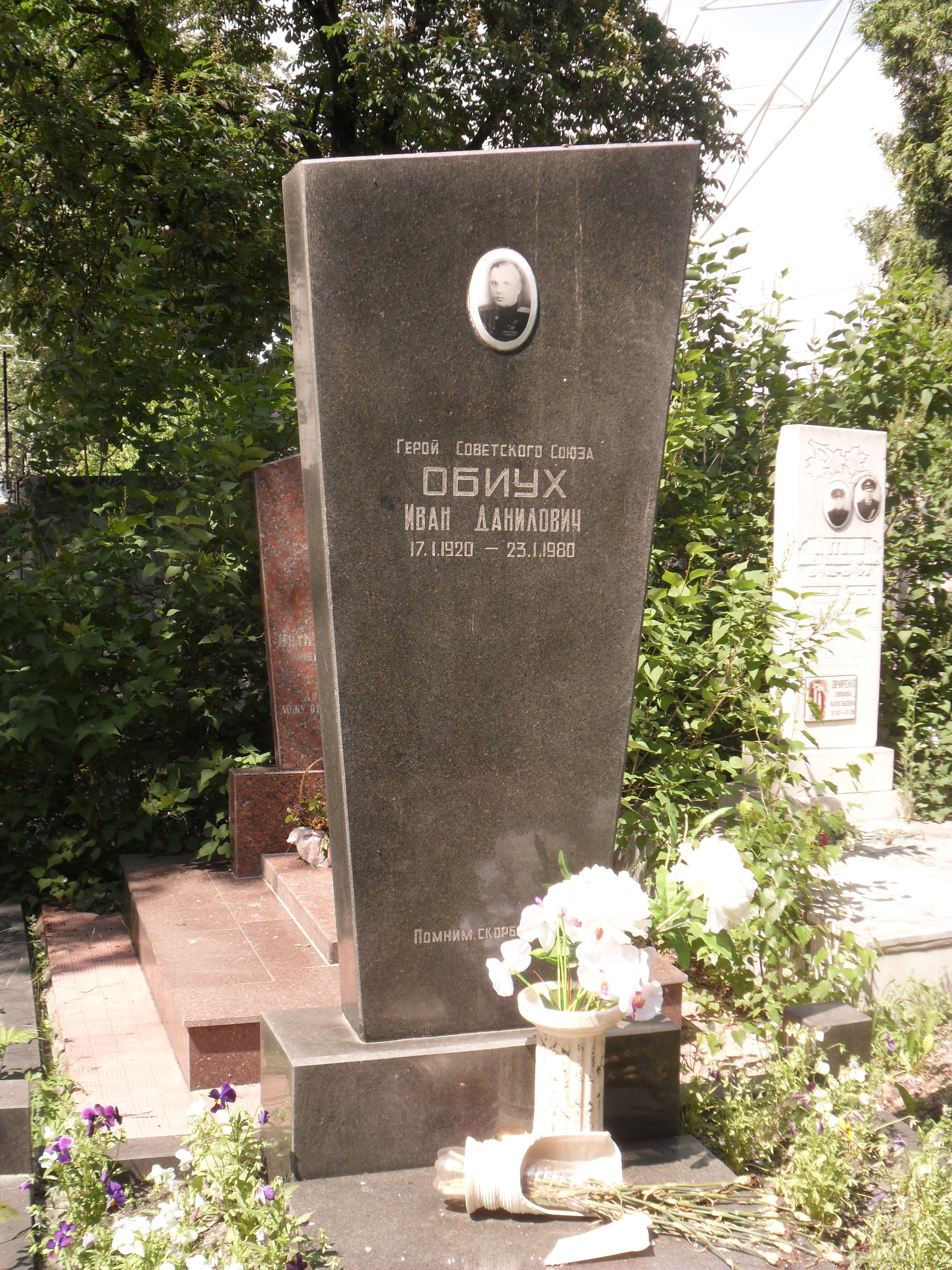
Могила Обиуха на Лукьяновском военном кладбище Киева

Родился 17 января 1920 года в селе Светильня Киевской губернии в крестьянской семье. Украинец. Член ВКП(б) с 1942 года. Окончив девять классов сельской школы, работал в колхозе.
В 1940 году призван в ряды Красной Армии. В боях Великой Отечественной войны с июня 1941 года. Был катеристом понтонно-мостового полка в составе Юго-Западного, Сталинградского, 1-го Украинского фронтов, обеспечивал переправу войск через Дон, Донец, Днепр, Дунай и другие реки.
Осенью 1943 года ни днём, ни ночью не смолкала великая битва за Днепр. Все эти дни моторист катера отдельного понтонно-мостового батальона И. Д. Обиух доставлял на правый берег танки, орудия, автомашины, боеприпасы, личный состав. Десятые сутки, без сна и отдыха, водил он сквозь огненные смерчи свой катер. Расширялся плацдарм за рекой, накапливались войска и техника, стремительно нарастала мощь ударов по врагу. Началось освобождение Правобережной Украины.
Ночь на 3 октября 1943 года была тёмной и дождливой. Катер И. Д. Обиуха метался от левого берега к правому, перевозил военную технику. Шум мотора сливался с шумом дождя и ветра, сильные порывы которого затрудняли управление катером. Расходившиеся волны яростно бились о борт, швыряли катер из стороны в сторону.
Начинался рассвет. Небо на востоке посерело. С наступлением утра гитлеровцы значительно активизировались. Усилился артиллерийский и миномётный обстрел. В небе замелькали вражеские бомбардировщики.
На середине реки катер попал в полосу миномётного огня. И. Д. Обиух, прибавив обороты, на большой скорости попытался пройти опасное место. Но в это время раздался взрыв. На катер обрушились тонны воды, его отбросило в сторону. На какое-то мгновение И. Д. Обиух оказался в мощном потоке воды.
Разорвавшийся снаряд повредил рулевое управление, катер получил пробоины и начал заполняться водой. Положение становилось критическим. Но катерист не растерялся. Найдя пробоины, наскоро их заделал и дошёл до правого берега. И так было не один раз. В великой битве за Днепр катерист И. Д. Обиух переправил 50 танков, 400 автомашин, 200 орудий и множество другой военной техники.
Указом Президиума Верховного Совета СССР от 20 декабря 1943 года за успешное форсирование Днепра, переправу под огнём противника множества техники и войск и проявленные при этом мужество и героизм рядовому Ивану Даниловичу Обиуху присвоено звание Героя Советского Союза с вручением ордена Ленина и медали «Золотая Звезда» (№ 1515).
В 1944 году Советская Армия форсировала пограничные реки Серет и Тису. И. Д. Обиух снова и снова переправлял через них войска. 5 декабря 1944 года под ураганным огнём врага наши войска форсировали Дунай южнее Будапешта. И. Д. Обиух переправлял первый десант на правый берег.
Враг вёл яростный артиллерийский и пулемётный огонь. В ногу И. Д. Обиуха впилась раскалённая пуля. Горячая кровь заполнила сапог. Превозмогая боль, И. Д. Обиух, искусно маневрируя, доставил десант на правый берег и снова подал паром под погрузку. И только по приказанию командира части он передал штурвал другому и ушёл в санчасть.
В 1945 году окончил Московское военно-инженерное училище. С 1955 года лейтенант И. Д. Обиух в запасе. Работал начальником автоколонны. Жил в Киеве. Скончался 23 января 1980 года. Похоронен в Киеве на Лукьяновском военном кладбище.

## Награды
- Медаль «Золотая Звезда»;
- орден Ленина;
- орден Красной Звезды;
- медали.